# الجانب الآخر لأرض المعاد
الجانب الآخر لأرض المعاد هي رواية للكاتب الفلسطيني أحمد حرب صدرت أول طبعة في فلسطين عن مؤسسة الثقافة الفلسطينية سنة 1990 في 236 صفحة، وأعادت دار الشروق نشرها سنه 2018 للنشر والتوزيع في 240 صفحة
. تتمحور حول الصراع الفلسطيني الإسرائيلي، حيث تطرح رؤية سردية تهدف إلى دحض الرواية الإسرائيلية عبر معالجة الزمن والمكان بطريقة مختلفة. تتناول الرواية الانتفاضة الفلسطينية بوصفها الحدث المركزي، لكنها لا تقيّد الأحداث بمكان محدد، مما يخلق إطارًا زمنيًا يدمج الماضي بالحاضر والمستقبل، وهو ما يعكس منظورًا إنسانيًا للزمن، غير مؤطر بحدود زمنية صارمة كما في الانتفاضة الأولى عام 1987. يرى الكاتب أن الزمن لم يكن يومًا صديقًا للفلسطينيين، منذ وعد بلفور وحتى يومنا هذا، مما يجعل الرواية شهادة أدبية على معاناة الفلسطينيين عبر العقود.

## نبذة
يركّز الكاتب في عمله على العلاقة الجدلية بين الزمن والمكان، حيث يشير إلى أن "الزمن كرة، أينما تضع إصبعك تكون نقطة الارتكاز"، مما يعكس طبيعة السرد التي تتجاوز الخطوط الزمنية التقليدية. بينما في روايات أخرى مثل مواقد الذكرى يطغى المكان على الأحداث، في هذه الرواية يتناول الكاتب الزمن بطريقة أكثر حرية، دون الانفضال عن المكان الفلسطيني يوصفه الخلفية الحتمية للصراع. تحضر الشخصية اليهودية في الرواية من خلال شخصية جندي الاحتلال المغتصب للأرض، والمستوطنين المتطرفين الجدد واليهودي المتعاطف الذي تمثله مجموعات دعاة السلام المزيفين.

## الشخصيات
- إسماعيل: شخصية رئيسية في الرواية، يتميز بروح البحث عن مستقبل أفضل، حيث يقرر البقاء في وطنه بدلًا من الهجرة. يسعى للحصول على المساعدة من المحامي يعقوب أبو تايه.
- أبو قيس: شخصية محورية أخرى، تمر حياته بتحولات كثيرة، من العمل كحارس إلى الانخراط مع القوات البريطانية ثم الألمان خلال الحرب العالمية الثانية، مما يعكس رحلة طويلة من التردد وعدم اليقين.
- يعقوب أبو تايه: المحامي الذي يساعد إسماعيل في بحثه عن حقوقه، ويروي تجربته في أمريكا، حيث واجه تحديات مثل السرقة والفشل في العثور على عمل مستقر.
- وحيد: محاضر في جامعة بيرزيت، ينخرط في قضايا المقاومة الفلسطينية، ويواجه اتهامات أمنية بسبب ارتباطه ببعض الشخصيات المقاومة.
- هادي: يظهر في الإعلام الإسرائيلي مستنكرًا عمليات المقاومة، مما يثير استياء الشخصيات الوطنية الأخرى في الرواية.
- ماجد: رئيس تنظيم الشباب المطارد من قبل الاحتلال، يعبر عن التوجهات الثورية في الرواية.
- الشيخ محمد: شقيق إسماعيل، الذي يعاني من الاعتقالات والملاحقات الأمنية.
- وديعـة: شقيقة وحيد، تتورط في علاقة مع ضابط إسرائيلي يدعى يوسي، ما يثير أزمة أخلاقية ووطنية داخل العائلة.
- يوسي: الضابط الإسرائيلي الذي يطلب الزواج من وديعة، مما يؤدي إلى توترات كبيرة بين الشخصيات الفلسطينية.
- الحاكم العسكري الإسرائيلي: شخصية تعكس سلطة الاحتلال، ويجتمع مع وجهاء البلدة لمناقشة قضايا الفلسطينيين.